# Помстер
Помстер (нем. Pomster) — община в Германии, в земле Рейнланд-Пфальц. 
Входит в состав района Арвайлер. Подчиняется управлению Аденау.  Население составляет 161 человек (на 31 декабря 2010 года). Занимает площадь 5,81 км².